# Reginald Thomas
Reginald Thomas (* 28. Februar 1928 in Wels; † 1. August 2001) war ein österreichischer Botschafter.

## Leben
Reginald Thomas studierte an der Universität Wien und wurde 1950 zum Dr. jur. promoviert. Er trat 1951 in den auswärtigen Dienst ein. Von 1951 bis 1952 wurde er im Bundeskanzleramt, Abteilung auswärtige Angelegenheiten beschäftigt, bevor er von 1952 bis 1956 in Bern arbeitete. Danach war er bis 1959 wieder im Bundeskanzleramt, Abteilung auswärtige Angelegenheiten beschäftigt. Von 1959 bis 1962 war er in Tokio tätig. Thomas leitete von 1962 bis 1968 das Generalsekretariat im Bundesministerium für auswärtige Angelegenheiten. Als Botschafter war er 1968 bis 1971 in Karachi, 1971 bis 1975 in Tokio. Anschließend leitete er von 1975 bis 1976 die Personalabteilung des Bundesministerium für auswärtige Angelegenheiten und von 1976 bis 1982 die administrative Sektion des Bundesministerium für auswärtige Angelegenheiten. Thomas war vom 18. Februar 1982 bis zum 7. Dezember 1987 Ambassador to the Court of St James’s. Als Generalinspekteur des Bundesministerium für auswärtige Angelegenheiten arbeitete er dann von 1988 bis 1993. 
Reginald Thomas war verheiratet und hatte vier Kinder (Stand 1985). Er starb 2001 und wurde am Hietzinger Friedhof bestattet.